# Hypnum dieckei
Hypnum dieckei là một loài Rêu trong họ Hypnaceae. Loài này được Renauld & Cardot mô tả khoa học đầu tiên năm 1890.